# Kepler-21
Kepler-21 (HD 179070) — звезда в созвездии Лиры на расстоянии около 358 световых лет от нас. Вокруг звезды обращается, как минимум, одна планета.

## Характеристики
Kepler-21 — звезда 8,27 величины и не видна невооружённым глазом. Впервые в астрономической литературе она упоминается под наименованием HD 179070 в каталоге Генри Дрейпера, изданном в начале XX века. В настоящий момент более распространено наименование Kepler-21, данное командой исследователей из проекта орбитального телескопа Kepler.
Kepler-21 представляет собой жёлто-белый субгигант, звезду, недавно сошедшую с главной последовательности. Её масса и радиус равны 1,34 и 1,86 солнечных соответственно. Возраст звезды составляет приблизительно 2,84 миллиарда лет.

## Планетная система

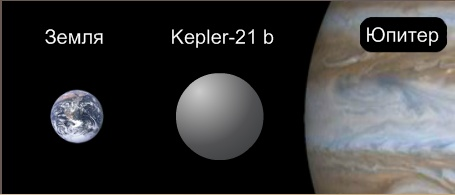
Сравнительные размеры Земли, Kepler-21 b и Юпитера.

В 2011 году группой астрономов, работающих с данными, полученными орбитальным телескопом Kepler, было объявлено об открытии планеты Kepler-21 b в системе. По массе и размерам она превосходит Землю, поэтому её относят к типу сверхземель. Поскольку она обращается очень близко к родительской звезде (на расстоянии всего лишь 6 миллионов километров), её поверхность должна быть чрезвычайно горячей. Астрономы вычислили, что температура поверхности составляет около 1900 кельвинов. Год на планете длится около 2,7 суток.